# بنو قیس (دهستان)
 بنو قیس  (در عربی:  بَنُو قیَس ) نام 
دهستانی است در ناحیهٔ (بنی مطر)، در ۳۵ کیلومتری ناحیهٔ (خَمِر)، از توابع استان حَجّه، در کشور یمن در شبه جزیره عربستان. منطقه‌ای حاصلخیز است، ودارای باغ‌های مرکبات می‌باشد.

## جمعیت
جمعیت این دهستان در حدود ( ۸۳۸۷ ) نفر و (۲۱ خانوار ) می‌باشد. 

## روستاها
روستاهای توابع این دهستان بنی قیس به شرح زیر می‌باشند:
- روستای الوَقش
- روستای کاشِح
- روستای بیت الجَعرَبی
- روستای الاقرار
- روستای بَنی عَرین
- روستای الَحبائزَة
- روستای الطُور
- روستای بَنی قیس